# Eliza Ann Grier
Eliza Ann Grier (1864–1902) fue una médica estadounidense y la primera mujer afroamericana con licencia para practicar medicina en el estado de Georgia, Estados Unidos,

## Biografía
Eliza Ann Grier nació en el condado de Mecklenburg en 1864 y sus padres fueron Emily y George Washington Grier. Aunque nació después de la proclamación de emancipación, fue una esclava en la desocupada Georgia. Ella fue emancipada en la práctica al final de la guerra (cuando seguía siendo una infante) y después se mudó a Nashville, Tennessee para estudiar docencia en la universidad de Fisk. En orden de ser capaz de pagar sus honorarios de educación, ella se alternaba trabajando un año y estudiando otro; después de inscribirse en 1884, se graduó en 1891.
Grier le escribió al Woman's Medical College of Pennsylvania en 1890 para explicar que tenía poco dinero y preguntó si la asistencia "podría ser proporcionada a un esclavo emancipado para recibir algo de ayuda para entrar a una profesión de tan alto prestigio". Ella fue aceptada en la universidad en 1893 y una vez más trabajó en periodos de estudios para ayudarse. Después de graduarse en 1897, se mudó a Atlanta, Georgia para aplicar para una licencia para practicar medicina en Fulton County, convirtiéndose en la primera mujer afroamericana en recibir una licencia médica en el estado de Georgia.
Grier instaló un consultorio médico privado en Atlanta, especializándose en obstetricia y ginecología. Durante este tiempo, ella también complementó sus ingresos con trabajos de docencia. Se enfermó en 1901, justo tres años después de abrir su consultorio y fue incapaz de trabajar. Ella le escribió a la sufragista Susan B. Anthony para solicitar ayuda con sus problemas financieros, se mudó a Albany,Georgia, donde su hermano R. E. Grier, también médico, trabajaba. Murió en 1902, justo cinco años después de haber empezado a ejercer medicina, y fue sepultada en Charlotte, North Carolina.